# Fim da história
O Fim da História é uma teoria iniciada no século XIX por Georg Wilhelm Friedrich Hegel e posteriormente retomada, no último quarto do século XX, no contexto da crise da historiografia e das Ciências Sociais no geral.
Essa teoria sustenta, como o nome sugere, o fim dos processos históricos caracterizados como processos de mudança. Para Hegel isso iria acontecer no momento em que a humanidade atingisse o equilíbrio, representado, de acordo com ele, pela ascensão do liberalismo e da igualdade jurídica, mas com prazo indeterminado para ocorrer.
Retomada ao final do século XX, essa teoria já adquire caráter de situação ocorrida pois, de acordo com os seus pensadores, a História terminou no episódio da Queda do Muro de Berlim. Naquele momento, os antagonismos teriam terminado pelo fato de, a partir de então, haver apenas uma única potência — os Estados Unidos da América — e, consequentemente, uma total estabilidade.
A ideia ressurgiu em um artigo, publicado em fins de 1989 com o título de "O fim da história" e, posteriormente, em 1992, com a obra "O fim da história e o último homem", ambos do estado-unidense Francis Fukuyama.
Fukuyama desenvolveu uma linha de abordagem da História, desde Platão até Nietzsche, passando por Kant e pelo próprio Hegel, a fim de revigorar a teoria de que o capitalismo e a democracia burguesa constituem o coroamento da história da humanidade. Na sua ótica, após a "destruição" do fascismo e do socialismo, a humanidade, à época, teria atingido o ponto "culminante" de sua "evolução" com o triunfo da "democracia" (não confundir com a democracia original da Hélade, que nada tinha a ver com a atual) liberal "ocidental" sobre todos os demais sistemas e ideologias concorrentes.
Em oposição à proposta capitalista liberal restavam apenas os vestígios de nacionalismos, sem possibilidade de significarem um "projeto para a humanidade", justamente porque refutam o dogma de que deve existir um só caminho para todos e portanto cada grupo é dono de seu próprio destino, e o fundamentalismo islâmico, antes restrito ao Oriente e a países periféricos, mas que avança em centros importantes tais como Paris. Desse modo, diante da derrocada do socialismo, o autor concluiu que a "democracia" liberal "ocidental" firmou-se como a "solução final" do governo humano, significando, nesse sentido, o "fim da história" da humanidade, gerando um estagnacionismo jamais visto antes na história do mundo muito mais dinâmica antes com seus povos vivendo do seu modo original no seu ambiente original.